# Уругвайское песо
Уругвайское песо  — денежная единица государства Уругвай. Одно уругвайское песо равно 100 сентесимо, хотя на данный момент в практическом обороте сентесимо не используются.

## История
В колониальный период в обращении находились испано-американские и испанские монеты, эскудо = 2 песо = 16 реалов. В период бразильской оккупации в 1817—1821 и нахождения в составе Бразилии (1821—1825) обращался также бразильский реал. После вхождения в состав Аргентины в 1825 году в обращении используются аргентинские деньги, остававшиеся законным платёжным средством до 1840 года. В 1840 году начата чеканка уругвайских монет. С 1857 года все уругвайские монеты чеканятся за границей.
23 июня 1862 года денежной единицей объявлено уругвайское песо (= 100 сентесимо) и основан Национальный банк. Золотое содержание песо установлено в 1,556419 г чистого золота (1 песо = 5 французских франков). Чеканка монет в песо начата в 1869 году, выпуск банкнот Национального банка — в 1887 году. До 1896 года банкноты выпускались также частными банками (Коммерческий банк, Английский банк Рио-де-ла-Плата, Итальянский банк, Итало-Восточный банк, Восточный банк, Банк Сальто и др.) и правительством. С 1896 года банкноты выпускаются только центральным банком (1896—1967 — Банк Восточной Республики Уругвай, с 1967 года — Центральный банк Уругвая).
В августе 1914 года прекращён размен банкнот на золото. Официально золотой стандарт отменён в ноябре 1929 года.
С 1 июля 1975 года введено «новое песо», старые денежные знаки обменивались в соотношении 1000:1.
1 марта 1993 года проведена новая деноминация, 1000 новых песо = 1 уругвайское песо.

## Монеты и банкноты в обращении
В денежном обращении находятся банкноты номиналом в 20, 50, 100, 200, 500, 1000 и 2000 песо. С 2020 года 20 и 50 песо выпускаются из полимера. Металлические монеты достоинством в 1, 2, 5, 10 и 50 песо. До июля 2010 года в обороте были также монеты достоинством 50 сентесимо.
В январе 2011 в обращение была введена новая серия монет.

### Монеты
| Номинал | Изображение | Аверс                | Реверс                                                                  | Вес (г) | Диаметр (мм) | Толщина (мм) | Материал                                                              | Гурт     | Год выпуска |
| ------- | ----------- | -------------------- | ----------------------------------------------------------------------- | ------- | ------------ | ------------ | --------------------------------------------------------------------- | -------- | ----------- |
| 1 U$    |             | Номинал              | Хосе Артигас                                                            | 3,5     | 20,0         | 1,5          | Алюминиевая бронза                                                    | Гладкий  | 1994        |
| 1 U$    |             | Броненосец           | Герб Уругвая                                                            | 3,5     | 20,0         | 1,5          | Сталь плак. Латунью                                                   | Гладкий  | 2011        |
| 2 U$    |             | Номинал              | Хосе Артигас                                                            | 4,5     | 23,0         | 1,6          | Алюминиевая бронза                                                    | Гладкий  | 1994        |
| 2 U$    |             | Капибара             | Герб Уругвая                                                            | 4,5     | 23,0         | 1,6          | Сталь плак. Латунью                                                   | Гладкий  | 2011        |
| 5 U$    |             | Номинал              | Хосе Артигас                                                            | 6,3     | 26,0         | 1,7          | Алюминиевая бронза                                                    | Гладкий  | 2003        |
| 5 U$    |             | Нанду                | Герб Уругвая                                                            | 6,3     | 26,0         | 1,7          | Латунь                                                                | Гладкий  | 2011        |
| 10 U$   |             | Цитата Хосе Артигаса | Хосе Артигас и годы жизни                                               | 10,4    | 28,0         | 2,45         | Биметаллическая; центр: Алюминиевая бронза; кольцо: Нержавеющая сталь | Гладкий  | 2000        |
| 10 U$   |             | Пума на фоне солнца  | Герб Уругвая                                                            | 10,4    | 28,0         | 2,45         | Биметаллическая; центр: Алюминиевая бронза; кольцо: Нержавеющая сталь | Гладкий  | 2011        |
| 50 U$   |             | Хосе Артигас         | «Майское солнце», «BICENTENARIO DE LOS HECHOS HISTORICOS» • 1811—2011 • | 10,4    | 28,0         | 2,45         | Сталь плак. медью                                                     | Рубчатый | 2011        |

### Купюры образца 2014—2015 годов
| Банкноты | Банкноты | Номинал | Описание                    | Описание                                 | Описание                         | Год выпуска |
| Аверс    | Реверс   | Номинал | Аверс                       | Реверс                                   | Водяной знак                     | Год выпуска |
| -------- | -------- | ------- | --------------------------- | ---------------------------------------- | -------------------------------- | ----------- |
|          |          | U$20    | Хуан Соррилья де Сан Мартин | Легенда Родины                           | Число 20 и надпись «Veinte»      | 2015        |
|          |          | U$50    | Хосе Педро Варела           | Памятник Хосе Педро Варела               | Число 50 и надпись, «Cincuenta»  | 2015        |
|          |          | U$100   | Эдуардо Фабини              | Пан                                      | Число 100 и надпись «Cien»       | 2015        |
|          |          | U$200   | Педро Фигари                | «Древний танец»                          | Число 200 и надпись «Doscientos» | 2015        |
|          |          | U$500   | Альфредо Васкес Асеведо     | Республиканский университет в Монтевидео | Число 500 и надпись «Quinientos» | 2014        |
|          |          | U$1000  | Хуана де Ибарбуру           | Площадь Ибарбуру, книги                  | Число тысяча и надпись «Mil»     | 2015 2020   |
|          |          | U$2000  | Дамасо Антонио Ларраньяга   | Национальная библиотека Уругвая          | Число 2000 и надпись «Dos Mil»   | 2015        |

## Режим валютного курса
В настоящее время в Уругвае используется режим плавающего валютного курса. Критерием эффективности курсовой политики (курсовой якорь) выступают показатели инфляции.